# Piața Chiliei
Piața Chiliei este un cartier din Constanța, aflat între cartierul Tomis II și Stadionul Farul. În cea mai mare parte, cartierul Piața Chiliei este locuit de cetățeni români, aromani și turci.